# إي أم دي فاير ستريم
إي أم دي فاير ستريم (بالإنجليزية: AMD FireStream)‏ وكان يعرف سابقا ب إي تي آي فير ستريم بعد شراء شركة إي أم دي لشركة إي تي آي, وهو وهي سلسلة بطاقات مخصصة للتحليل المتدفق (Stream processing) تم تصميمه من قبل شركة إي تي آي. وتم إنتاجه لتسويقه للعديد من الشركات التي تستخدم التحليل عالي القدرة و الشركات العلمية، والشركات المالية التي تستخدم التحليل لأغراض عامة على وحدة معالجة الرسومات للتحليل المكثف للفاصلة العائمة. ويمكن استخدامها كمحلل مساعد للفاصلة العائمة لتخفيف الضغط عن وحدة المعالجة المركزية.